# Kapoeta

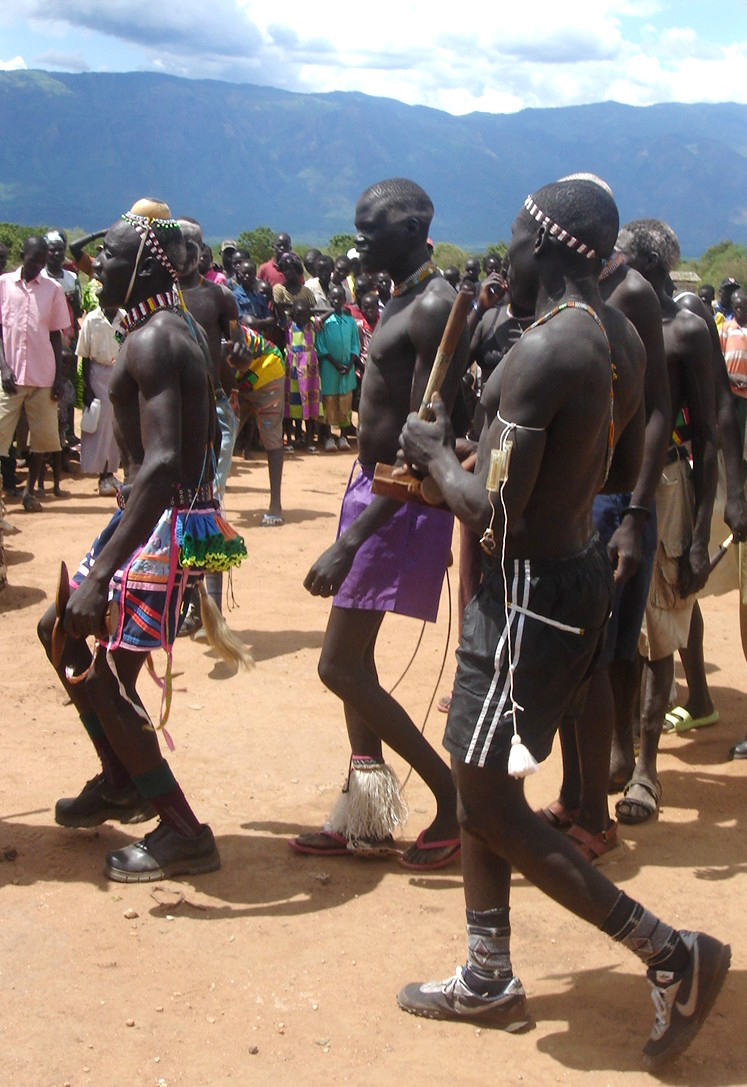
Kapoeta.

Kapoeta (även Kapoita) är en stad i Sydsudan. Den är huvudort i länet Kapoeta South i delstaten Eastern Equatoria. Orten ligger i sydöstra Sydsudan på östra stranden av River Singaita cirka 275 km öster om Juba landvägen och på 670 meters höjd över havet.[källa behövs] Vid folkräkningen 2008 hade payamen Kapoeta Town 16 449 invånare.

## Artikelursprung
Den här artikeln är helt eller delvis baserad på material från engelskspråkiga Wikipedia, Kapoeta, tidigare version.